# Bernardus Accama
Bernardus Accama (* 1697 in Burum; † 1756 in Leeuwarden) war ein niederländischer Maler.

## Leben und Werk
Seine Werke umfassen vor allem Historien- und Porträtmalerei, darunter ein Bildnis der Prinzessin Anne, Porträts von Professoren, sowie 24 Porträts von Offizieren aus dem Haus Nassau, die vormals im Rathaus von Leeuwarden ausgestellt wurden und heute zum Bestand des Fries Museums in Leeuwarden gehören. Einige seiner Werke wurden von Jacobus Houbraken und Pieter Tanjé gestochen.
Der Maler Matthijs Accama (1702–1783) war sein jüngerer Bruder und Lehrling, dessen Söhne, Bernardus Accama (1745–1768) und Symon Accama (1734–1752), seine Neffen.

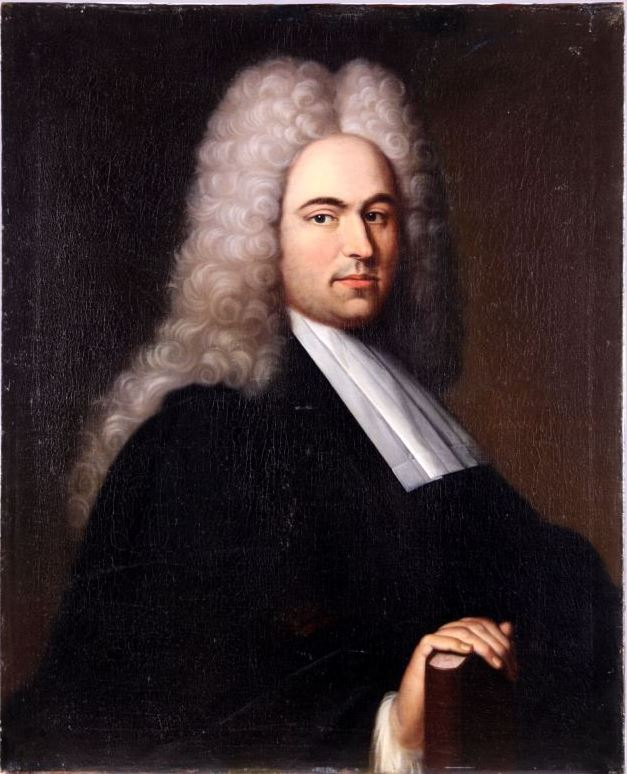
Campegius Vitringa d. J.
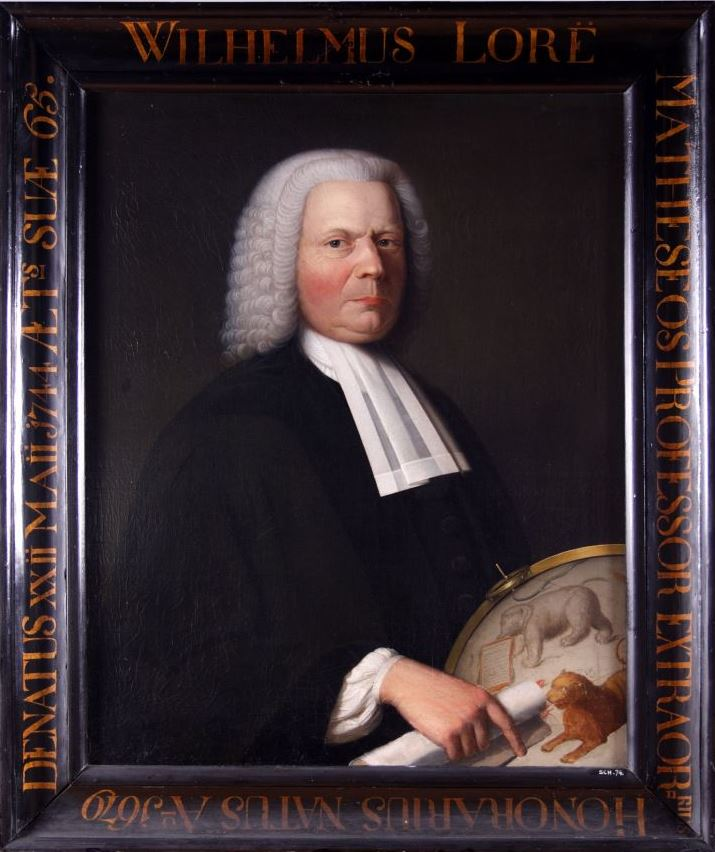
Willem Loré
Anna von Hannover (1736)